# Чук и Гек
«Чук и Гек» — рассказ советского писателя Аркадия Гайдара для среднего школьного возраста. Впервые под названием «Телеграмма» был опубликован в 1939 году в журнале «Красная новь».

## Сюжет
В канун Нового года в московскую квартиру, где проживает молодая женщина с двумя сыновьями, приходит письмо. Отец, работающий геологом далеко в Сибири, зовёт жену с детьми к себе на Новый год. Спустя некоторое время дети, в отсутствие матери, получают телеграмму, но в результате ссоры теряют её и скрывают это от матери. Приехав на место, мать с детьми не застают в посёлке никого, кроме сторожа, потому что вся геологическая партия отправилась в тайгу на две недели (именно об этом и сообщалось в утерянной телеграмме). Сторож оставляет семью у себя и отправляется (под предлогом охоты) на лыжах к геологам, затем приносит и передаёт матери мальчиков ключ от комнаты и письмо от главы семьи. Вскоре возвращаются геологи и все вместе встречают Новый год.

## Анализ
Всё произведение пронизывает светлый положительный настрой, в нём можно найти черты классического святочного рассказа, пересмотренные исходя из уверенности в правильном устройстве советского общества. Борис Камов считает, что Гайдар воспроизвёл те светлые настроения, которые он вынес из детских воспоминаний.
Рассказ отличают сказовый стиль и композиция, характерная для волшебной сказки (в частности — отсутствие конкретных дат и адресов), что придаёт ему особое мифопоэтическое звучание. Первый элемент сказочной условности ожидает читателя уже в заглавии рассказа: это имена героев, отсутствующие в современном русском языке (как во времена создания рассказа, так и поныне). Далее следует типичный сказочный зачин («Жил человек в лесу у Синих гор»), где можно увидеть приёмы, работающие на предельное обобщение: отсутствие у человека имени и условный топоним «Синие горы», звучащий почти как «тридевятое царство», причём Гек и его мать характеризуют его в своих рассуждениях как название места, дальше которого уже «немного осталось мест на свете».
Собственно завязкой произведения служит отправка домой отцом семейства сначала письма, а затем телеграммы. Драка детей, из-за которой информация, содержавшаяся в телеграмме, была утеряна, выполняет функцию «запрета и его нарушения», наказанием за которое, согласно логике волшебной сказки, являются дальнейшие приключения, представленные как сказочные «испытания». Поездка в безымянную далёкую страну к отцу вводит в сюжет мотивы «поиска» и «путешествия». Литературный критик Дмитрий Быков в своей лекции «СССР — страна, которую придумал Гайдар» говорит о самоценности мотива путешествия для Аркадия Гайдара: «всё, что написал поздний <…> зрелый Гайдар <…> — о путешествиях, о человеке, которому не сидится дома, которому дома плохо, который в дом не вписался. О человеке, который отправился странствовать и где-то далеко нашёл что-то своё. <…> все эти цели далёких бесконечных странствий, в которые отправляются Чук и Гек <…> — ведь всё это истории бродяжничества». На безымянной станции, где героев никто не встречает, путешествие окончательно обрастает фольклорно-сказочными подробностями, где «вокзал» — место перехода между миром детей и миром отца, а «ямщик», берущийся довезти их «до места» через загадочный ночной «лес» — проводник между этими мирами.
Такие эпизоды, как встреча на вокзале с «козлом», ночёвка в «избушке» на ямщицкой станции, «борьба» Гека с «медведем» (за которого мальчик принимает лошадь) и следующий за тем страшный сон мальчика (который «тушит» мать, приобретая в рассказе роль фольклорного «защитника»), не являясь ключевыми для сюжета, служат сгущению сказочной атмосферы. Сам сон при этом имеет пророческий характер, поскольку в нём мальчику видятся события грядущей войны (относительно времени выхода рассказа — 1939 год — она и вправду была близка). Художественные приёмы, которые при этом использует Гайдар, сближают рассказ с произведениями Гоголя. В перепадах от нагнетаемой атмосферы тайны к подчас приземлённым её объяснениям видна характерная для Гайдара серьёзно-ироническая манера повествования.
Появление сторожа в заброшенном лагере геологов ассоциируется с возвращением Бабы-Яги в свою избушку (первый заданный им вопрос — «Что это за гости сюда приехали?»). Страхи детей, вызванные необычностью происходящего с ними, находят свою кульминацию в эпизоде с «пропажей» Гека и его поисками. Именно тогда, в соответствии с чеховскими законами драматургии, стреляет оставленное сторожем ружьё. Эпизод пародирует фольклорный сюжет о пропавшем в лесу ребёнке (в отличие от архетипического сюжета, мальчик просто спрятался в сундук и заснул). Гека «спасают» сторож с собакой, являющиеся с «громом и стуком» после третьего выстрела матери из ружья. Привезённые им «тяжёлый ключ» от комнаты отца и письмо в «измятом голубом конверте» символизируют скорое завершение поиска героев, который завершается возвращением отца и празднованием Нового года.
В конце рассказа автор даёт одно из хрестоматийных определений счастья: «Что такое счастье — это каждый понимал по-своему. Но все вместе люди знали и понимали, что надо честно жить, много трудиться и крепко любить и беречь эту огромную счастливую землю, которая зовётся Советской страной».
Несмотря на вроде бы счастливый финал и светлый настрой рассказа, воссоединение семьи оказывается лишь «свиданием»: после праздника мать с детьми должна вернуться в Москву без мужа, то есть гармония мира, которую дети ощущают через гармонию в семье, является временной.

## Персонажи
Характер Чука Гайдар изображает через детали, мелочи поведения. Можно заметить, что он бережлив и скуповат. Его характер, помимо любви к коллекционированию и накопительству, отличает экспансивность, активная реакция на внешнюю сторону жизни.
Гека автор характеризует напрямую — он «растеря и разиня», но зато умеет петь песни. Это чуткий мальчик, тонко чувствующий окружающую его «сказочную» природу. Он задумчив, при этом равнодушен к мелочам, важным для Чука: окружающие пейзажи и сны волнуют его больше. Но при всей своей мечтательности он вполне активный ребёнок, у него мужской характер, его не пугает драка и привлекают мальчишеские игры.
Их мать — мягкая женщина, лишённая какой бы то ни было властности. «У этой мамы был странный характер. Она не ругалась за драку, не кричала, а просто разводила драчунов по разным комнатам…» Её отличает сочетание некоторой «детскости» характера с уважением к чувствам своих детей. Те отвечают ей взаимностью, всячески помогая, боясь её огорчить или обидеть.
Отец в книге напрямую практически не присутствует, его можно увидеть лишь в финале, глазами идеализирующих его сыновей. Он практически лишён индивидуальных черт, представляя собой далёкий, почти недосягаемый идеал мужественности и гражданственности.

## Реакция и оценки
Рассказ стал единственным произведением Гайдара, вышедшим после 1935 года, которое не подверглось при этом резкой критике в советской прессе. В статье «Новый рассказ А. Гайдара» Виктор Шкловский назвал это произведение удачей писателя, развитием его «нового голоса», лирического понимания жизни, впервые проявившегося в рассказе «Голубая чашка».
В 2010 году Денис Драгунский упрекал рассказ в бесконфликтности, в том, что автор игнорировал происходившие в 1937—1939 годах массовые репрессии. Однако сын писателя, Тимур Гайдар, в примечании к собранию сочинений отца говорит, что хотя «в „Чуке и Геке“ нет отзвука тех событий», он «несёт на себе их своеобразный отсвет». Наталья Камышникова-Первухина, вспоминая, как они ехали к отцу, вынужденному устроиться в лагерный посёлок Абезь (он был уволен с работы в Москве), пишет: «Отделить воспоминание этой дороги от описания ночного поезда в повести „Чук и Гек“ мне трудно…».
В постсоветское время рассказ относят к классике детской литературы, сохраняющей своё очарование для читателей разных возрастов. В 2013 году он был включён в «100 книг» — список книг по истории, культуре и литературе, рекомендованный школьникам Министерством образования и науки РФ для самостоятельного чтения.
Критики отмечали, что и рассказ, и его экранизация 1953 года смогли передать дух того времени, выйдя за границы явно предъявляемого в тексте, и указать на «то невидимое, что в них удивительным образом присутствует: напряжённость эпохи, страх перед настоящим и неопределённость будущего, идеологические доминанты, мировоззренческие установки, цели и задачи первого в мире бесклассового общества, нового социального устройства и нового человека, пути и способы их достижения».

## Экранизации
В 1953 году по мотивам рассказа был снят фильм «Чук и Гек» (режиссёр — Иван Лукинский, сценарист — Виктор Шкловский). Сказочную атмосферу рассказа Гайдара удалось сохранить и в экранизации.
В 2022 году на экраны вышел российский фильм режиссёра Александра Котта «Чук и Гек. Большое приключение».

## Комментарии
1. ↑  Впрочем, Денис Драгунский замечает, что имена Чук (т. е. Chuck) и Гек (Huck) представляют собой сокращения от Чарльз и Гекльберри и весьма распространены в США, в том числе в качестве основных имён «по паспорту»[10].
2. ↑  В СССР и России существуют и реальные Синие горы — лесистый горный массив Уральских гор в западной части Свердловской области, к западу от Нижнего Тагила, но ничто в рассказе А. Гайдара не указывает именно на них.